# Beinn an Òir
Beinn an Òir (gael. „złota góra”) - najwyższy szczyt pasma Paps of Jura, mający wysokość 785 m n.p.m. Łańcuch ten wznosi się w południowej części wyspy Jura w Szkocji.